# Simpelveld
Simpelveld (en limburgués: Zumpelveld) es un municipio y una localidad de la Provincia de Limburgo al sureste de los Países Bajos.
La iglesia de San Remigio de Simpelveld es catalogado como patrimonio nacional.

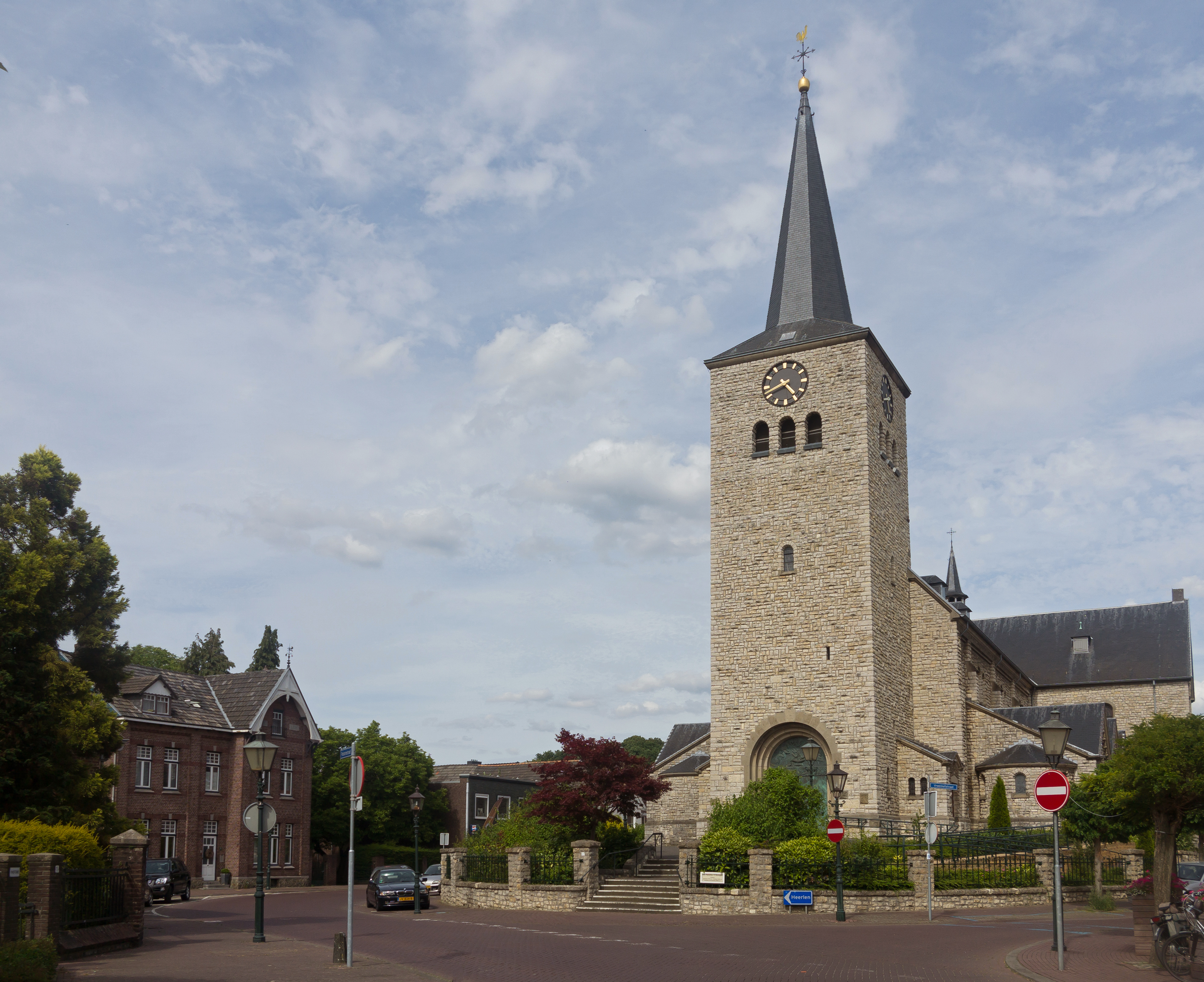
Simpelveld, la iglesia: Sint-Remigiuskerk

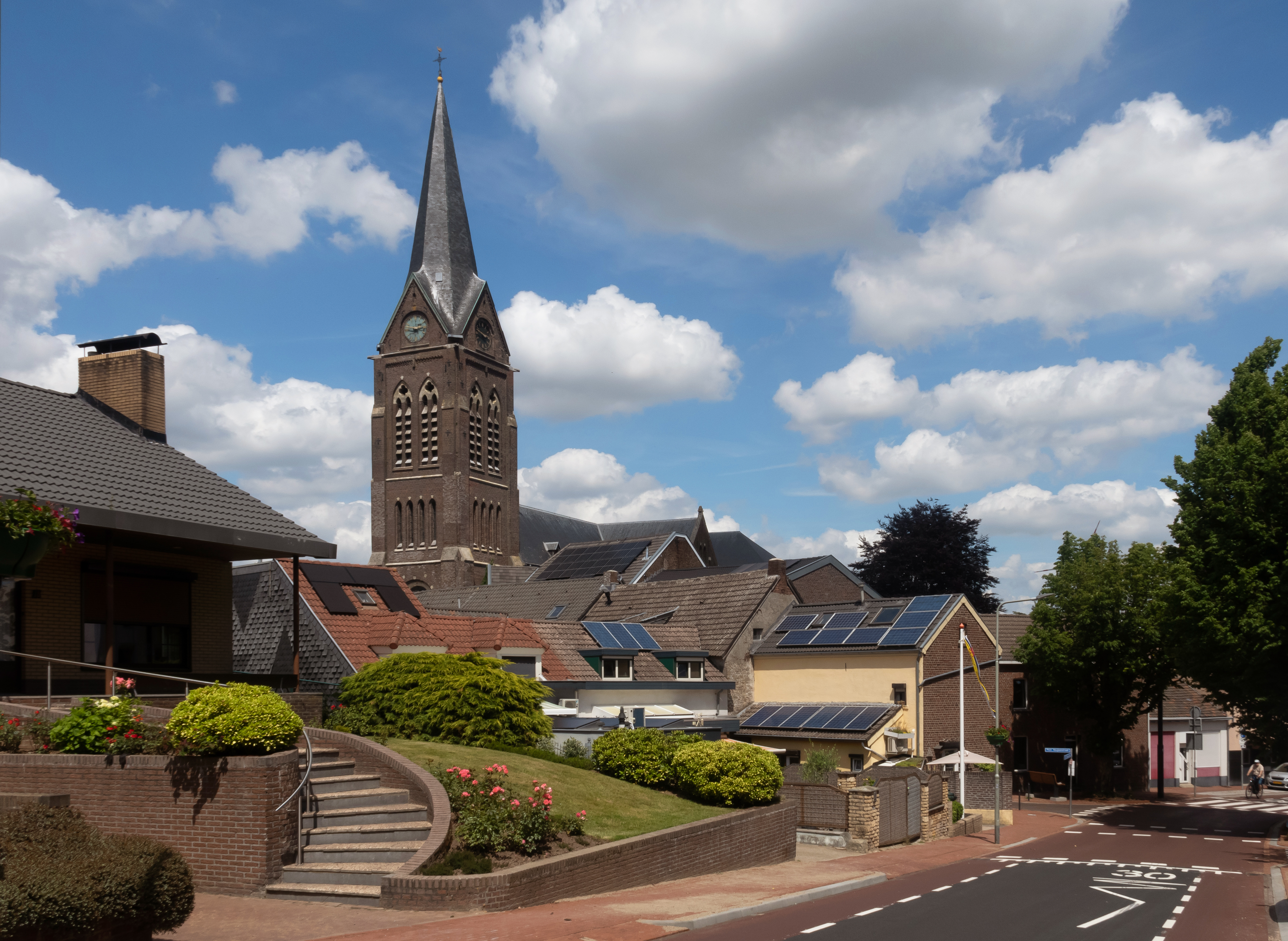
Bocholtz, la iglesia: Jacobus de Meerderekerk